# ジャンフランチェスコ・ペンニ
ジャンフランチェスコ・ペンニまたはジョヴァン・フランチェスコ・ペンニ（Gianfrancesco Penni または伊: Giovan Francesco Penni、1488年 / 1496年 - 1528年）は、ルネサンス盛期のイタリア人画家。数多いラファエロの弟子、工房出身者のなかでもよく知られている芸術家の一人である。

## 略歴

『青い冠の聖母』（1512年 - 1518年）
師のラファエロがデザイン構成を担当し、ペンニが絵画に仕上げたといわれている作品。ルーヴル美術館所蔵。

ペンニはフィレンツェの織物職人の家に生まれた。幼少のころからラファエロがローマで経営していた工房の一員となり、ラファエロとの共同作業でヴァチカン宮殿ラファエロの間のフレスコ壁画や、ローマ教皇の財務担当だったアゴスティーノ・キージの別宅（現ヴィッラ・ファルネジーナ）のフレスコ壁画を担当した。美術史家ハインリヒ・ヴェルフリンらは、ラファエロがシスティーナ礼拝堂のタペストリ製作用のデザイン下絵として描いた『ラファエロのカルトン』は事実上ペンニの作品であるとしているが、ヴェルフリンよりも後年の美術史家たちには『ラファエロのカルトン』はほとんどがラファエロ自身の手によるものだとする意見が多い。
ラファエロが37歳で急逝した後、ペンニは同じくラファエロ工房のジュリオ・ロマーノと共同で、4部屋あるラファエロの間の「コンスタンティヌスの間」のフレスコ壁画『キリストの変容』、モテルーチェの『聖母被昇天と聖母戴冠』、マントヴァのテ宮殿などの作品を制作した。また、ローマ教皇クレメンス7世の依頼で、ヴァチカン宮殿の枢機卿任命式に使用される部屋を飾るタペストリのデザインも手がけている。
ペンニは1526年にローマを離れ、1524年からマントヴァに滞在していたジュリオ・ロマーノのもとを訪れた。ヴァザーリの著書『画家・彫刻家・建築家列伝』の記述では、この訪問はロマーノにはあまり歓迎されなかったとなっている。その後、ロンバルディア、ローマ、ナポリとローマ各地を旅し、1528年にナポリで死去した。ペンニの弟子にはレオナルド・ダ・ピストイアらがいる。
ペンニの弟バルトロメオは、イングランド王ヘンリー8世に宮廷画家として仕え、もう一人の弟ルカはフォンテーヌブロー派に分類されるイタリア人画家となっている。